# 徐芝釋
徐芝釋（韓語：서지석，1981年9月9日—），韓國男演員、模特兒。
田徑隊出身，因此參與許多體育相關的綜藝節目。2001年以KBS Drama City《사랑하라희망없이》出道，2006年憑藉電視劇《19歲的純情》獲得2006年KBS演技大賞新人演技賞。2007年5月29日作為現役士兵入伍，2009年5月3日完成兵役，並於6月1日加入新的經紀公司My Name is娛樂。2011年參加由韓國天團男子組合JYJ成員金俊秀與當紅藝人SS501金賢重共同發起的水源三星旗下球隊FC men。2013年6月主持SBS新的藝能節目《我們開始吧！》（Here We Go! 우리가간다）。

## 個人生活
2013年5月18日，與小他5歲的花店老闆結婚。

## 演出作品

### 電視劇
- 2001年：KBS《KBS Drama City》- 沒有希望的愛情
- 2002年：KBS《好想談戀愛》
- 2004年：MBC《愛爾蘭》
- 2006年：KBS《再見先生》
- 2006年：KBS《19歲的純情》飾演 朴允侯
- 2009年：MBC《穿透屋頂的High Kick》飾演 徐芝釋（第18集客串）
- 2010年：SBS《愛情的代價》飾演 王在錫
- 2010年：MBC《Gloria》飾演 李強碩
- 2011年：tvN《Manny》飾演 金民漢
- 2011年：MBC《Highkick3短腿的反擊》飾演 尹芝釋
- 2013年：MBC《愛能給別人嗎》飾演 殷夏林
- 2013年：tvN《馬鈴薯星2013QR3》飾演 盧松的朋友兼籃球隊友（特別出演）
- 2015年：SBS《魔女之城》飾演 申康賢
- 2017年：KBS《沒有名字的女人》飾演 金武烈
- 2019年：TV朝鮮《朝鮮生存記》飾演 韓正祿（於第11集起接替姜至奐演出）
- 2020年：TV朝鮮《偶然的家族》飾演 金芝釋
- 2021年：SBS《Penthouse 3》飾演 警察（特別出演）

### 電影
- 2005年：《弓（朝鲜语：활 (영화)）》飾演 大學生
- 2006年：《時間（朝鲜语：시간 (2006년 영화)）》飾演 男子1
- 2007年：《哭也行嗎？》飾演 慶秀
- 2013年：《那女人那男人的隱情（朝鲜语：그 여자 그 남자의 속사정）》飾演 鄭洙
- 2013年：《戀愛的伎倆（朝鲜语：연애의 기술 (2013년 영화)）》飾演 泰勳

### MV
- 2002年：Tae Mu《在下雪》（與徐智慧）
- 2005年：李智惠《沒有你的我》
- 2010年：余勳民《謝謝你我愛你》
- 2013年：許永生《誘惑的藝術》
- 2013年：NC.A《實習老師》（Drama ver.）（與惠利）

### 廣告
- 2001年：可口可樂
- 2001年：NOKIA
- 2005年：THE BASIC HOUSE-Mind Bridge
- 2005年：T.G.I Fridays
- 2010年：大象（株）辣椒酱

## 綜藝節目
- 2010年：MBC《享受今天》（2010年8月22日開始作為享受今天的固定MC）
- 2015年：SBS Plus《送你走時就離開吧！男人之間》(固定嘉賓)
- 2020年：SBS《Handsome Tigers》固定成員之一

## 獎項
- 2006年：KBS演技大賞－新人獎

## 外部連結
- Daum Cafe （页面存档备份，存于）
- NAVER （页面存档备份，存于）
- 徐芝釋的Instagram帳戶